# Меандр (міфологія)
Меа́ндр (дав.-гр. Μαίανδρος)  — річка з грецьких міфів (сучасна річка Великий Мендерес) у Карії, на півдні Малої Азії (сучасна Туреччина).
Покровителем річки було божество Меандр. Він є одним із синів Океану і Тетіс, і є батьком Ціанії, Самії і Каламоса.
Річка дуже звивиста. Від її назви пішла загальна назва плавних річкових звин — меандрів, та процесу їх утворення. Також вона дала назву орнаменту, що складається із завитків.

## Міста на Меандрі
- Магнесія-на-Меандрі
- Прієна